# Gée
Gée és un municipi francès situat al departament de Maine i Loira i a la regió de País del Loira. L'any 2007 tenia 333 habitants.

## Demografia

### Població
El 2007 la població de fet de Gée era de 333 persones. Hi havia 116 famílies de les quals 20 eren unipersonals (12 homes vivint sols i 8 dones vivint soles), 44 parelles sense fills, 44 parelles amb fills i 8 famílies monoparentals amb fills.
La població ha evolucionat segons el següent gràfic:
Habitants censats

### Habitatges
El 2007 hi havia 136 habitatges, 120 eren l'habitatge principal de la família, 7 eren segones residències i 9 estaven desocupats. 133 eren cases i 2 eren apartaments. Dels 120 habitatges principals, 104 estaven ocupats pels seus propietaris, 15 estaven llogats i ocupats pels llogaters i 1 estava cedit a títol gratuït; 1 tenia una cambra, 8 en tenien dues, 9 en tenien tres, 34 en tenien quatre i 68 en tenien cinc o més. 94 habitatges disposaven pel capbaix d'una plaça de pàrquing. A 43 habitatges hi havia un automòbil i a 75 n'hi havia dos o més.

### Piràmide de població
La piràmide de població per edats i sexe el 2009 era:
| Homes | Edats   | Dones |
| ----- | ------- | ----- |
| 0     | 95 o +  | 0     |
| 4     | 90 a 94 | 0     |
| 0     | 85 a 89 | 0     |
| 0     | 80 a 84 | 4     |
| 0     | 75 a 79 | 0     |
| 4     | 70 a 74 | 4     |
| 4     | 65 a 69 | 4     |
| 4     | 60 a 64 | 0     |
| 8     | 55 a 59 | 8     |
| 16    | 50 a 54 | 12    |
| 12    | 45 a 49 | 8     |
| 0     | 40 a 44 | 4     |
| 12    | 35 a 39 | 12    |
| 12    | 30 a 34 | 8     |
| 24    | 25 a 29 | 16    |
| 0     | 20 a 24 | 12    |
| 8     | 15 a 19 | 16    |
| 8     | 10 a 14 | 4     |
| 8     | 5 a 9   | 12    |
| 8     | 0 a 4   | 12    |

## Economia
El 2007 la població en edat de treballar era de 223 persones, 159 eren actives i 64 eren inactives. De les 159 persones actives 152 estaven ocupades (84 homes i 68 dones) i 7 estaven aturades (4 homes i 3 dones). De les 64 persones inactives 27 estaven jubilades, 24 estaven estudiant i 13 estaven classificades com a «altres inactius».

### Ingressos
El 2009 a Gée hi havia 151 unitats fiscals que integraven 432,5 persones, la mediana anual d'ingressos fiscals per persona era de 16.981 €.

### Activitats econòmiques
Dels 10 establiments que hi havia el 2007, 1 era d'una empresa de construcció, 1 d'una empresa de comerç i reparació d'automòbils, 2 d'empreses de transport, 2 d'empreses d'informació i comunicació, 3 d'empreses de serveis i 1 d'una entitat de l'administració pública.
L'any 2000 a Gée hi havia 9 explotacions agrícoles que ocupaven un total de 198 hectàrees.

## Poblacions més properes
El següent diagrama mostra les poblacions més properes.